# Fjelsted (plaats)
Fjelsted is een plaats in de Deense regio Zuid-Denemarken, gemeente Middelfart. De plaats telt 300 inwoners (2020).
- Library of Congress Control Number: n84091434
- Nationale Bibliotheek van Israël: 987007564660605171
- Virtual International Authority File: 123204608